# Myrath
Myrath (Arabisch: ميراث, nalatenschap), voorheen bekend als X-Tazy, is een metalband uit Tunesië gevormd in 2001.
Hun eerste album, Hope werd in september 2007 uitgebracht, en hun tweede album, Desert Call, in januari 2010. Myrath filmde hun eerste muziekvideo voor het lied Merciless Times van hun derde album, Tales of the Sands.

## Discografie
- Double Face (2005) (Demo, alleen uitgebracht in Tunesië)
- Hope (2007)
- Desert Call (2010)
- Tales of the Sands (2011)
- Legacy (2016)
- Shehili (2019)
- Karma (2024)

## Leden

### Huidige leden
- Malek Ben Arbia – gitaar (2001–heden)
- Anis Jouini – bas (2006–heden)
- Zaher Zorgati – zang (2007–heden)
- Morgan Berthet – drums (2011–heden)

### Voormalige leden
- Walid Issaoui – gitaar (2001–2003)
- Fahmi Chakroun – drums (2001–2004)
- gyx – drums (2004–2011)
- Zaher Hamoudia – bas (2001–2004)
- Tarek Idouani – zang (2001–2003)
- Piwee Desfray – drums (2011)
- Elyes Bouchoucha – keyboard, zang (2003–2022)